# Binjamiena
Binjamiena (Hebreeuws: בנימינה) is een plaats in het noordwesten van Israël, die dicht bij de Middellandse Zee ligt, ten zuiden van Haifa en ten noorden van Netanja. De plaats werd in 1922 gesticht en vernoemd naar Edmond Benjamin James de Rothschild, een Franse filantroop die veel steun heeft verleend aan het stichten van Joodse nederzettingen in het toenmalige Palestina. De archeologische plaats Caesarea ligt net ten westen van Binjamiena. In 2004 heeft de plaats ongeveer 8400 inwoners.
Binjamiena is per bus of trein te bereiken, het ligt aan de spoorlijn die langs de kust loopt, en onder meer Haifa met Tel Aviv verbindt. Het spoorwegstation is belangrijk als eind/beginpunt voor forensentreinen van Tel Aviv en als overstapstation. De meeste sneltreinen stoppen hier dan ook.
De plaats staat bekend om de productie van wijn en honing.
Op elke 1000 mannen woonden hier in 2003 precies 1000 vrouwen. Naar Israëlische begrippen is de plaats bovengemiddeld welvarend; het kreeg een 7 uit 10 op de welvaartsschaal van het Israëlisch Centraal Bureau voor de Statistiek.
Zusterplaats van Binjamiena is het stadje Tokaj in Hongarije.

## Geboren
- Ehud Manor (1941–2005), tekstschrijver, dichter, vertaler, radio- en televisiepersoonlijkheid
- Ehud Olmert (1945), advocaat en politicus (o.a. premier)